# Fatima-Zahra Mansouri
Fatima-Zahra Mansouri (ur. 1 stycznia 1976 w Marrakeszu) – marokańska samorządowczyni i polityczka, od 2021, a także w latach 2009–2015 burmistrzyni Marrakeszu. W 2021 roku została także mianowana ministrą planowania i polityki miejskiej.  
Od 2011 roku jest deputowaną do Izby Reprezentantów (uzyskała reelekcję w wyborach w 2016 oraz 2021 roku).  

## Życiorys

### Wykształcenie i praca zawodowa
Rodzina Mansouri pochodzi z okolic Rhamna, jej ojciec Abderrahman Mansouri był marokańskim politykiem, przez 8 lat pełnił urząd Paszy Marrakeszu. Uczyła się w liceum im. Victora Hugo w Marrakeszu. Uzyskała licencjat z prawa prywatnego na Uniwersytecie Mohammeda V. Ukończyła także studia podyplomowe z zakresu prawa umów handlowych na uniwersytecie w Montpelier we Francji. Uzyskała dyplom z prawa gospodarczego na uniwersytecie w Nowym Jorku. Początkowo zarejestrowała się w adwokaturze w Casablance, a w 2003 roku przeniosła się do Marrakeszu. Pracowała w biurze adwokackim swojego ojca specjalizującym się w prawie związanym z nieruchomościami. 
Przewodniczy Stowarzyszeniu Studentów Prawa Francuskiego oraz Stowarzyszeniu Ochrony Dziedzictwa Al Muniya. 

### Działalność polityczna
Wstąpiła do Ruchu dla Wszystkich Demokratów. W 2008 roku dołączyła do Autentyczności i Nowoczesności (PAM). 22 czerwca 2009 roku z ramienia PAM została wybrana burmistrzynią Marrakeszu. Była drugą po Asmaa Chaâbi kobietą, która rządziła miastem w Maroku i jednocześnie pierwszą w historii burmistrzynią Marrakeszu. Zastąpiła na tej funkcji Omara Jazouli, wygrywając z nim 19 głosami. 13 lipca tego samego roku sąd administracyjny zakwestionował jej wybór. We wrześniu sąd apelacyjny unieważnił wyrok sądu administracyjnego. Dołączyła do Zjednoczonych Miast i Samorządów Lokalnych (UCLG) oraz do Międzynarodowego Stowarzyszenia Burmistrzów Francuskojęzycznych (AIMF). 
W 2011 roku została wybrana deputowaną do Izby Reprezentantów. 21 września 2015 roku na funkcji burmistrza zastąpił ją Mohamed Larbi Belcaid. W tym samym roku została przewodniczącą Rady Krajowej Autentyczności i Nowoczesności. W wyborach parlamentarnych w 2016 roku ponownie uzyskała mandat deputowanej do Izby Reprezentantów. 
8 września 2021 roku została ponownie wybrana burmistrzynią Marrakeszu. Uzyskała także reelekcję jako deputowana do Izby Reprezentantów. 7 października tego samego roku została mianowana ministrą planowania i polityki miejskiej. 

## Wyróżnienia i odznaczenia
W 2014 roku magazyn Forbes uplasował ją na pierwszym miejscu w swoim rankingu 20 młodych, najbardziej wpływowych kobiet w Afryce.